# Вермант, Ромео
Ромео Вермант (нидерл. Romeo Vermant; родился 24 января 2004) — бельгийский футболист, нападающий клуба «Брюгге».

## Клубная карьера
Воспитанник футбольной академии клуба «Брюгге». В мае 2022 года подписал профессиональный контракт до 2024 года. 18 марта 2023 года дебютировал в основном составе «Брюгге» в матче высшего дивизиона чемпионата Бельгии против «Кортрейка», выйдя на замену Матсу Ритсу.

## Карьера в сборной
Выступал за сборные Бельгии до 16, до 18 и до 19 лет.

## Личная жизнь
Отец Ромео — футболист и экс-игрок «Брюгге» и сборной Бельгии Свен Вермант. Ромео родился в Гельзенкирхене, когда его отец играл за «Шальке 04». Дед Ромео по матери Эрик ван Виве и прадед Марсель ван Виве также были футболистами и выступали за «Брюгге». Таким образом, Ромео стал игроком «Брюгге» в четвёртом поколении.